# Bürgiův–Dunitzův úhel

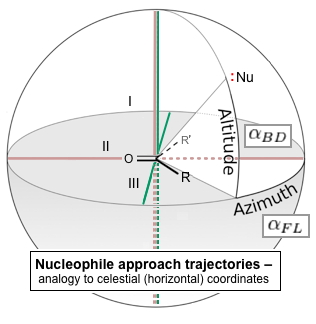
Bürgiův–Dunitzův a Flippinův–Lodgeův úhel, a, podle obzorníkových souřadnic.V této soustavě i soustavě popisující přiblížení nukleofilu k rovinnému elektrofilu je obtížné jednoznačně popsat umístění bodu mimo rovinu vůči bodu ležícímu v této rovině. Tento problém lze vyřešit použitím dvou úhlů, kde jeden popisuje výšku a druhý azimut. Azimut lze nejlépe popsat úhlem zobrazeného druhu, ale výška nukleofilu,, se obvykle popisuje pomocí doplňkového úhlu, Nu-C-O, protože hodnoty základního často převyšují 90°.

Bürgiův–Dunitzův úhel (BD úhel) je jedním ze dvou úhlů, které popisují geometrii přiblížení nukleofilu k trigonálnímu nenasycenému centru molekuly; původně byla uvažována karbonylová centra ketonů, později byl tento koncept použit také na aldehydy, estery, amidy, a alkeny. Úhel má název podle krystalografů Hanse-Beata Bürgiho a Jacka D. Dunitze, kteří se jim jako první zabývali.
Bürgiův–Dunitzův a Flippinův–Lodgeův úhel se staly důležitými pro porozumění enantioselektivním syntézám, obzvláště pak asymetrické indukci během nukleofilních ataků na stíněných karbonylech.
Stereoelektronové jevy které způsobují, že se nukleofily přibližují v určitých rozmezích Bürgiových–Dunitzových úhlů, mohou mít vliv na konformační stabilitu bílkovin a s jejich zahrnutím lze vysvětlit stabilitu jednotlivých konformací molekul podle jedné z hypotéz zapojených do chemického vzniku života.

## Definice
Při reakci nukleofilu (Nu) s karbonylem se Bürgiův–Dunitzův úhel definuje jako vazebný úhel Nu-C-O. Při přibližování nukleofilu k trigonálnímu nenasycenému elektrofilu závisí převážně na tvarech molekulových orbitalů a zaplněnosti karbonylového centra, vliv molekulových orbitalů nukleofilu je menší.
Druhý z dvojice úhlů definujících geometrii nukleofilního ataku popisuje přístup nukleofilu k jednomu ze dvou substituentů navázaných na karbonylový uhlík nebo jiné elektrofilní centrum a nazývá se Flippinův–Lodgeův úhel podle Lee A. Flippina a Erica P. Lodge.

## Měření
Původní Bürgiova-Dunitzova měření byla založena na vnitromolekulárních interakcích mezi aminy a ketony v krystalech sloučenin obsahujících obě tyto skupiny, jako jsou metadon a protopin. BD úhly se u nich pohybují v úzkém rozmezí (105 ± 5°); pozdější výpočty přiblížení orbitalu s hydridového aniontu (H−) k pí-systému nejjednoduššího aldehydu, formaldehydu (H2C=O), daly údaj 107°.

Struktura L-metadonu.
Struktura protopinu
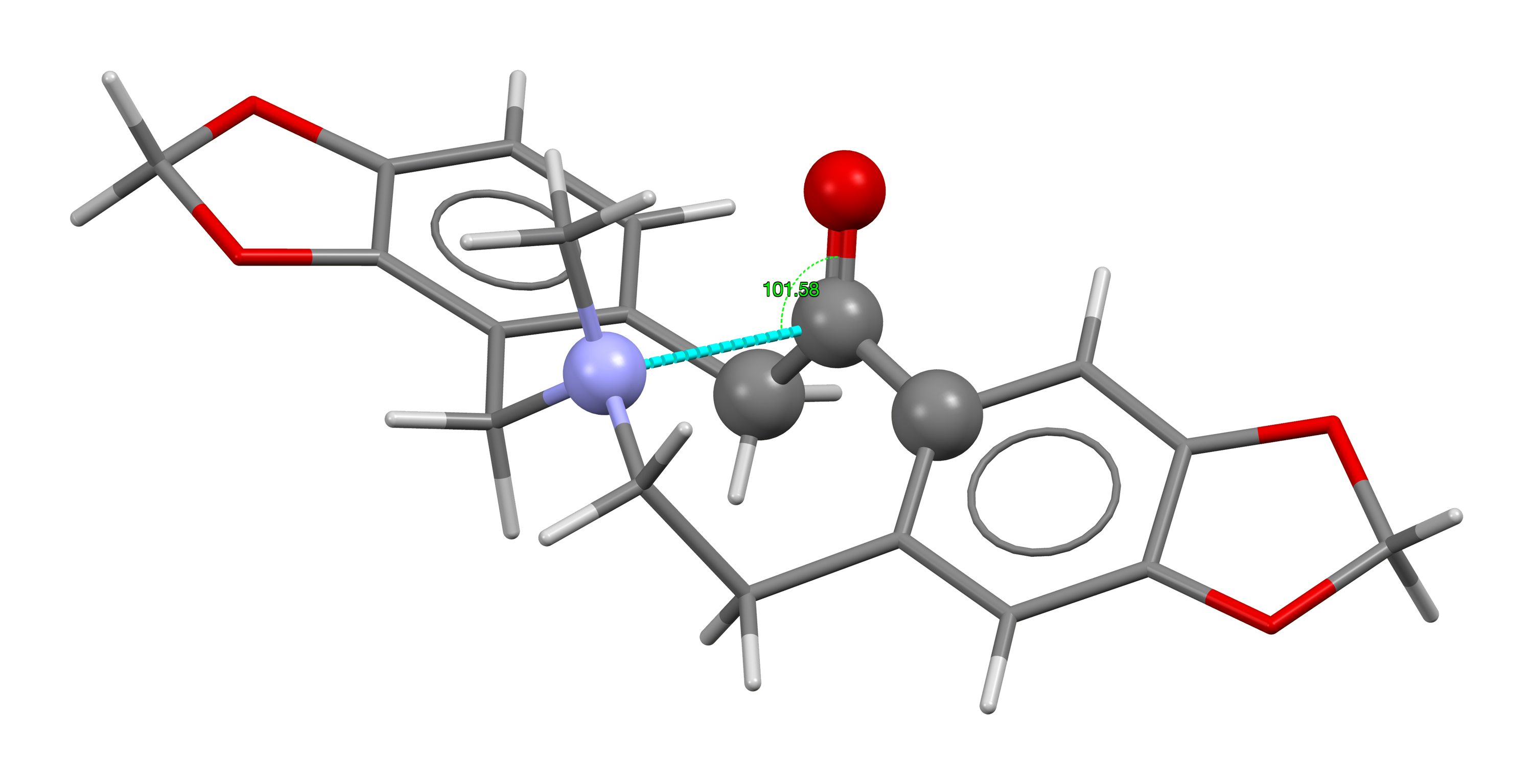
Amin-karbonylové interakce n→π* u protopinu, s neobvykle krátkými vzdálenostmi N···C 255,5 pm a Bürgiovým–Dunitzovým úhlem 102°.

## Teorie
Pozorované velikosti BD úhlů jsou následky maximalizování překryvu nejvyššího obsazeného molekulového orbitalu (HOMO) nukleofilu a nejnižšího neobsazeného molekulového orbitalu (LUMO) nenasyceného trigonálního centra elektrofilu.

Adice hydridu na formaldehyd
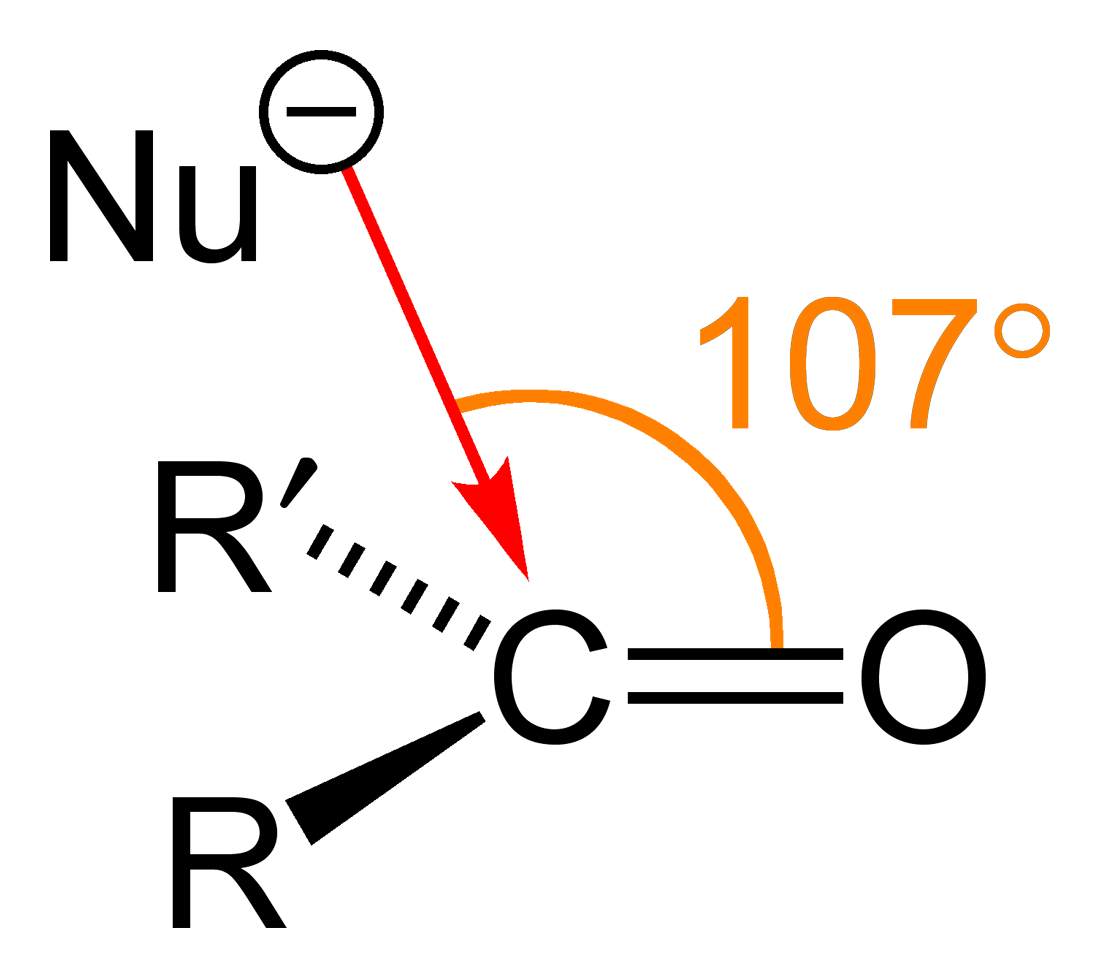
Odhadovaná Bürgiův–Dunitzův úhel u nejjednodušší nukleofilní adice, H(–) → H2C=O
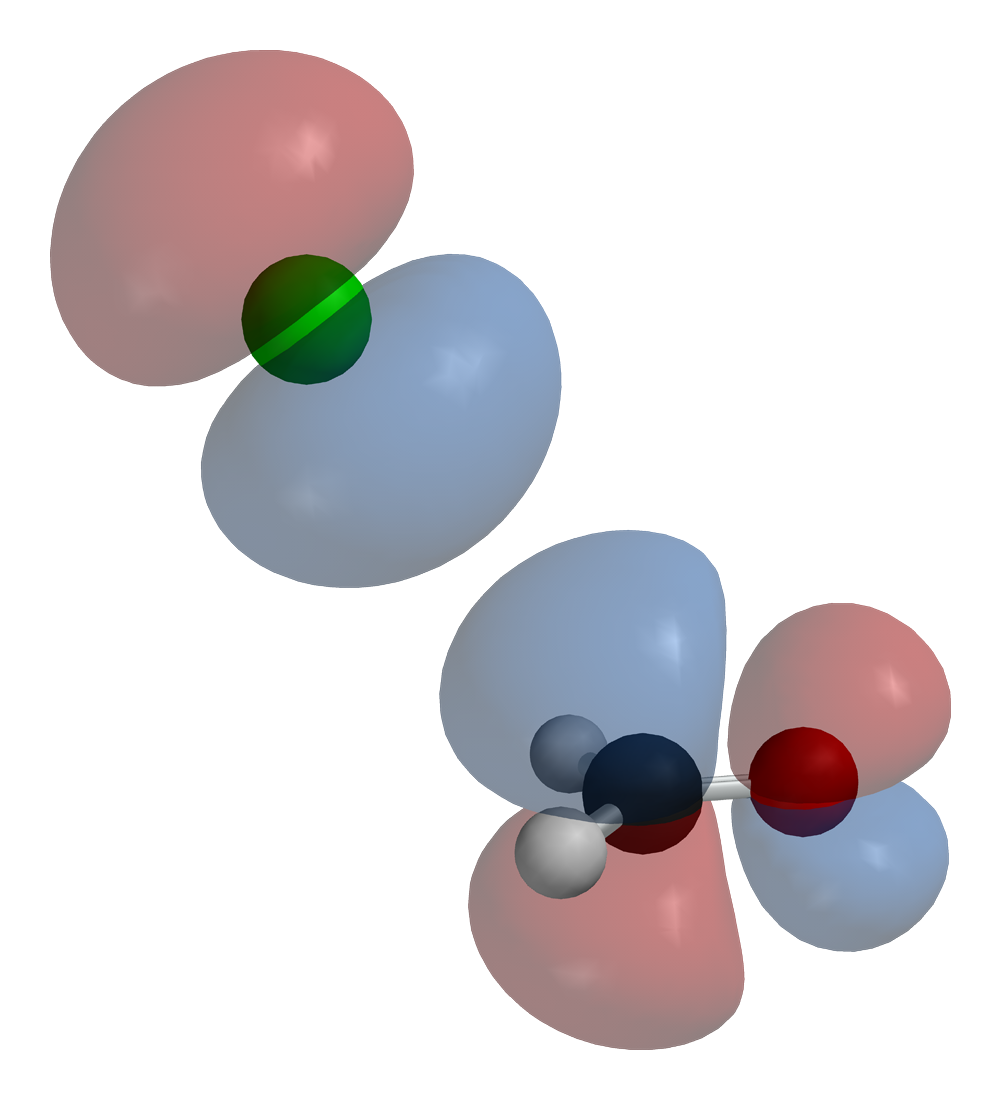
Interakce mezi HOMO a LUMO ovlivňující velikost Bürgiova–Dunitzova úhlu

(vlevo) Atak nabitého nukleofilu (Nu), v podobě hydridového aniontu, na trigonální centrum formaldehydu (R,R'=H), sloužícího jako elektrofil. Vyznačen je také Bürgiův–Dunitzův úhel pro tuto reakci, mající hodnotu 107°, o tupý úhel jde také u většiny ostatních reakcí.
(vpravo) Znázornění přiblížení nejvyššího obsazeného orbitalu (HOMO) typu p v molekule nukleofilu, například chloridového iontu (zelená koule), a nejnižšího neobsazeného orbitalu (LUMO) trigonálního centra elektrofilní karbonylové skupiny formaldehydu (černá koule = uhlík, červená koule = kyslík, bílé koule = atomy vodíku). Vychýlení karbonylového uhlíku mimo rovinu není, pro zjednodušení, zobrazeno.
Při adicích na karbonyly je HOMO často orbital typu (například u aminového dusíku nebo u aniontu halogenidu) a roli LUMO mívá protivazebný orbital π* kolmý na rovinu, v níž leží vazba C=O a její substituenty. O Bürgiově–Dunitzově úhlu zjištěném u nukleofilního ataku se předpokládá, že jde o úhel, při kterém nastává nejlepší možný překryv HOMO a LUMO. Nukleofil přitom brání překryvům s dalšími orbitaly elektrofilní skupiny, které jsou pro vznik vazby nevýhodné.

### Doplnění modelu

#### Elektrostatické a Van der Waalsovy síly
K vytváření modelů skutečných chemických reakcí se do modelu obsahujícího HOMO a LUMO přidává další komplex, jenž zahrnuje odpudivé síly vytvářené elektrofilem a přitažlivé elektrostatické a Van der Waalsovy síly, jež mají také vliv na velikost BD úhlu a Flippinova-Lodgeova úhlu (viz obrázky nahoře).

#### Lineární a rotační dynamika
Teorie BD úhlu byla vyvinuta na základě „zamrzlých“ interakcí v krystalech, kde lze dynamické vlivy (například změny torzních úhlů) zanedbat; většina prakticky využívaných reakcí ovšem probíhá skrz srážky molekul.

#### Vliv prostředí u enzymů a nanomateriálů
V omezených prostředích, jako jsou enzymy a vazebná místa nanomaterálů se mohou BD úhly výrazně lišit, protože modely reaktivity založené na překryvech orbitalů během náhodných srážek zde nelze použít.
Hodnota BD pro štěpení amidu serinovou proteázou subtilisinem má hodnotu 88°, výrazně odlišnou od té při reakci hydridu a formaldehydu (107°); u téže reakce s jinými katalyzátory se velikosti Bürgiových–Dunitzových úhlů 89 pohybovaly v rozmezí 89 ± 7°. Flippinův–Lodgeův úhel pro subtilisin činil 8°, s různými katalyzátory se pohybovaly v rozmezí 4 ± 6°.